# Taeniodera gregori
Taeniodera gregori är en skalbaggsart som beskrevs av Reichenbach 1996. Taeniodera gregori ingår i släktet Taeniodera och familjen Cetoniidae. Inga underarter finns listade i Catalogue of Life.